# رالف اندروز
رالف اندروز (بالإنجليزية: Ralph Andrews)‏ هو منتج تلفزيوني أمريكي، ولد في 17 ديسمبر 1927 في ساغيناو في الولايات المتحدة، وتوفي في 16 أكتوبر 2015 في فينتورا في الولايات المتحدة بسبب مرض آلزهايمر.

## وصلات خارجية
- رالف اندروز على موقع IMDb (الإنجليزية)
- رالف اندروز على موقع قاعدة بيانات الفيلم (الإنجليزية)